# Фамильцев, Александр Михайлович
Алекса́ндр Миха́йлович Фами́льцев (род. 3 августа 1975, Павлодар) — казахстанский и российский футболист, российский футбольный тренер. Выступал за сборную Казахстана.

## Карьера

### Клубная
Воспитанник школы ДЮСШ «Трактор», начал карьеру в павлодарском клубе «Ансат» (позже «Иртыш»), в составе которого стал в 1996 году стал серебряным призёром. А в 1997 году — чемпионом Казахстана. Затем в составе клуба «Аксесс-Есиль» получил ещё две серебряных медали чемпионата Казахстана, после чего был приглашен в московское «Торпедо». Провёл хороший сезон в элитном дивизионе российского футбола, в котором «Торпедо» заняло 4-е место.
Следующий этап карьеры связан с томским клубом «Томь», куда Александра пригласил главный тренер Валерий Петраков, работавший до этого в «Торпедо». Фамильцев стал одним из лидеров сибирской команды, завоевал с ней две «бронзы», одно «серебро» первого дивизиона и путевку в премьер-лигу. Всего за томскую команду провёл 98 матчей и забил 1 гол.
После «Томи» выступал за казахстанский клуб «Тобол» Костанай (бронзовая медаль чемпионата Казахстана 2006/07) и дальневосточный «Мостовик-Приморье».
В сезоне 2010 выступал за футбольный клуб «Сахалин» во втором дивизионе зоны «Восток». В 20 играх забил 1 мяч. Капитан команды, играл на позиции центрального защитника. После одного сезона, проведённого в «Сахалине», завершил карьеру игрока.

### В сборной
Александр Фамильцев выступал за сборную Казахстана с 1997 по 2006. Провёл 35 матчей, забил 1 гол. Дебют состоялся 11 мая 1997 в Алма-Ате во встрече против сборной Пакистана.

### После завершения игровой карьеры
После завершения карьеры игрока работал в томском клубе тренером «Томь», тренером-селекционером, возглавлял молодёжную команду «Томи», участвовавшую в молодёжном первенстве России среди клубов Премьер-лиги. С 2014 года работал в тренерском штабе «Томи-2», выступающей в первенстве ПФЛ, зона «Восток». В сезоне 2018/19 работал в тренерском штабе основной «Томи». В январе 2019 года возглавил юношескую сборную Казахстана (U-19).
Александр Фамильцев имеет тренерскую категорию А.
Летом 2020 года вернулся в «Томь» в качестве спортивного директора.